# Roberto Silveira
Roberto Teixeira da Silveira (Bom Jesus do Itabapoana, 11 de junho de 1923 — Petrópolis, 28 de fevereiro de 1961) foi um político brasileiro.

## Trajetória
Nos primeiros anos da década de 1940 ingressou na Faculdade de Direito de Niterói. Ainda acadêmico, iniciou-se no jornalismo como redator no Departamento Estadual de Propaganda e como secretário no jornal Diário da Manhã.
Filiou-se ao Partido Trabalhista Brasileiro (PTB) em 1945 e, no ano seguinte, foi nomeado oficial de gabinete do interventor federal no estado do Rio de Janeiro, Lúcio Meira. Em 1947, elegeu-se deputado estadual à Assembleia Constituinte do Rio de Janeiro e bacharelou-se em Direito. Reeleito deputado estadual em 1950, interrompeu o mandato no ano seguinte, quando foi nomeado secretário estadual do Interior e Justiça no governo de Amaral Peixoto.
No ano de 1954 foi eleito vice-governador do estado, com apoio da coligação PTB-PSP, na chapa de Miguel Couto Filho. Tornou-se, ainda em 1954, presidente do PTB fluminense. Em 1958, Miguel Couto deixou o governo para concorrer a uma vaga no Senado, e Roberto Silveira preferiu não ocupar o seu lugar, candidatando-se ao cargo de governador para o mandato seguinte. Venceu as eleições em outubro com uma expressiva votação, pela inusitada coligação do PTB com a UDN fluminense. Tomou posse em janeiro de 1959.
Apontado como provável sucessor a João Goulart da liderança do PTB, faleceu em 1961, vítima dos ferimentos causados pela queda do helicóptero em que viajava de Petrópolis para verificar as áreas inundadas por uma grave enchente do Rio Pomba na região do município de Santo Antônio de Pádua; o acidente ocorreu mais precisamente, quando decolava do Palácio Rio Negro, hoje residência oficial dos presidentes da república quando visitam a cidade. A aeronave colidiu com uma das palmeiras que circundam os jardins do palácio. Veio a falecer oito dias depois em decorrência das queimaduras e hemorragias.

## Governo
Entre os fatos ocorridos durante seu governo destaca-se um "quebra-quebra" na Estação das Barcas, defronte à Praça Arariboia no centro de Niterói, em protesto contra o aumento das passagens das barcas, no ano de 1959, com intervenção de forças militares para controlar a situação.
Em seu governo foram construídas a Rodovia Niterói-Manilha e a Avenida do Contorno.

## Legado
Seu irmão Badger da Silveira foi eleito governador do Estado do Rio de Janeiro nas eleições de 1962, tendo exercido o cargo entre 1963 a 1964, quando foi cassado após o golpe militar de 31 de março. Seu filho, Jorge Roberto Silveira, foi prefeito de Niterói por três vezes, entre 1989 e 2002, sendo novamente eleito em 2008. Roberto Silveira é uma das personalidades mais homenageadas no estado do Rio de Janeiro, sendo nome de ruas, avenidas e praças em vários municípios.